# 弗朗索瓦丝·贝利斯
弗朗索瓦丝·贝利斯（法語：Françoise Baylis，1961年—）是一位加拿大生物伦理学家，應用倫理學与衛生政策专家，专攻于女性健康和辅助生殖技术。贝利斯出生于魁北克省蒙特利尔市，现为达尔豪西大学教授，2007年成为加拿大皇家学会会员和加拿大健康科学院院士。主要作品有《改变遗传：CRISPR与人类基因组编辑的伦理》（Altered Inheritance: CRISPR and the Ethics of Human Genome Editing）等。